# Hiber Ruiz
José Hiber Ruíz Nataren (Tonalá (Chiapas), 31 de enero de 1980) es un exfutbolista mexicano.
Debutó en la Primera División en el triunfo del Veracruz 2-1 contra el Atlas de Guadalajara, en la Jornada 1 del Apertura 2005.

## Clubes
| Club                      | País   | Año         |
| ------------------------- | ------ | ----------- |
| Delfines de Coatzacoalcos | México | 2003 - 2005 |
| Veracruz                  | México | 2005-2006   |
| Guerreros de Tabasco      | México | 2006        |
| Puebla FC                 | México | 2007 - 2008 |
| Monterrey                 | México | 2008        |
| Veracruz                  | México | 2009        |
| Lobos BUAP                | México | 2009        |
| Puebla FC                 | México | 2010        |
| Veracruz                  | México | 2010        |
| Jaguares de Chiapas       | México | 2011        |
| Puebla Fútbol Club        | México | 2013 - 2015 |
| Lobos BUAP                | México | 2015        |

- Datos: Q687127